# The To Do List
The To Do List (bra: O Diário de Uma Virgem; prt: A Lista dos Prazeres) é um filme de comédia romântica estadunidense de 2013 lançado em 26 de julho de 2013. Escrito e dirigido por Maggie Carey em sua estréia como diretora, o filme é estrelado por Aubrey Plaza, Johnny Simmons, Bill Hader, Scott Porter, Alia Shawkat, Sarah Steele e Rachel Bilson. O filme é sobre uma recém-formada do ensino médio (Plaza), que acha que ela precisa ter mais experiências sexuais antes de começar a faculdade.
O roteiro foi originalmente intitulado The Handjob. O filme foi rejeitado pelos estúdios, mas acabou na lista negra dos roteiros inéditos mais populares de 2010. Uma leitura ao vivo do roteiro no Austin Film Festival levou a CBS Films a produzir o projeto.
Durante o primeiro fim de semana do filme, The To Do List ganhou US$ 1 579 402 de 591 cinemas, abrindo em 15º lugar. Isso estava abaixo das expectativas; o Los Angeles Times previu um fim de semana de abertura de US$ 2 a 3 milhões, e a CBS Films esperava US$ 2 milhões.

## Sinopse
Brandy Klark (Aubrey Plaza), de Boise, Idaho, é uma adolescente prodígio, mas socialmente desajeitada, que se forma como a oradora da sua escola secundária em 1993. Após a cerimônia, as duas melhores amigas de Brandy, Wendy (Sarah Steele) e Fiona (Alia Shawkat) levam Brandy para uma festa, onde ela fica bêbada pela primeira vez. Brandy transa com um garoto musculoso que ela tem uma queda Rusty Waters (Scott Porter). Já que a sala está escura, ele confunde Brandy por outra pessoa e quando ele percebe quem ela é, ele a rejeita. Brandy culpa sua falta de experiência sexual e resolve aprender tudo sobre sexo durante o verão para se preparar para a faculdade. Ela decide que seu objetivo de fim de verão será fazer sexo com Rusty para completar sua "lista de afazeres".
Brandy consegue um emprego na piscina como salva-vidas para ficar perto de Rusty e de seu colega de estudo Cameron Mitchell (Johnny Simmons). Como a novata, ela é embaçada por seu chefe mais preguiçoso, Willy (Bill Hader) e seus outros colegas de trabalho ao receber os empregos mais desagradáveis. Brandy é orientada para limpar o cocô da piscina. Ela supõe que seus colegas de trabalho estão brincando com ela, com base na piada do chocolate Baby Ruth do filme Caddyshack, então ela dá uma mordida apenas para descobrir que são fezes reais. Como vingança, ela empurra Willy, que não sabe nadar, para a piscina. Ela concorda em ensiná-lo a nadar em troca de acabar com o trote.
Brandy recebe conselhos de sua irmã, Amber (Rachel Bilson), sua mãe e suas duas melhores amigas, enquanto seu pai, um juiz conservador , se sente desconfortável com a conversa sobre sexo. Usando essa informação, ela faz uma "lista de tarefas" de atos sexuais para aprender e executar. Conforme o verão avança, Brandy tem vários encontros sexuais com Cameron e outros garotos, tudo isso enquanto tenta atrair os olhares de Rusty. Cameron começa a se apaixonar por ela, mas se decepciona depois de descobrir sua lista e perceber que ele era apenas parte de sua "missão". Willy encontra Brandy, Wendy, Fiona e membros adultos de uma banda masculina do grunge na piscina depois de horas. Brandy é mandada para casa, onde é confrontada por Cameron sobre a lista. Cameron sai irritado e Brandy chora. Duffy (Christopher Mintz-Plasse), a quem Wendy tem uma queda, vem para confortar Brandy e os dois fazem amassos.
Quando Wendy e Fiona vêm assistir o filme Beaches com Brandy, elas descobrem sua lista e vêem a lista de garotos com os quais ela experimentou. Elas ficam chateados depois de descobrir que Brandy ficou com uma de suas paixões e a deixam sozinha. Elas declaram que Brandy é uma vagabunda.
Brandy finalmente se aproxima de Rusty quando vandaliza uma piscina rival, mas eles são pegos porque Brandy deixa seu sutiã, que tem o nome dela, e Willy a demite. Brandy pergunta a Rusty, e ele a leva para um local popular para fazer sexo, mas o sexo é breve e decepcionante. Ela vê seu pai e sua mãe em um Dodge Caravan ao lado deles fazendo sexo, fazendo-a surtar e exigir que Rusty a leve para casa imediatamente.
Willy vai até a casa de Klark para impedir Brandy de fazer sexo com Rusty, mas é recebido na porta por Amber, que o seduz. Quando Rusty e Brandy chegam em casa, um invejoso Cameron está lá para encontrá-lo com um soco , e eles brigam até que Brandy os interrompe. Ela os elogia por suas boas qualidades, pede desculpas sinceras a Cameron por usá-lo e oferece sua própria visão do sexo.
Depois, ela procura Wendy e Fiona para se desculpar com eles. Ela canta "Wind Beneath My Wings" na porta de Wendy, e as duas garotas se juntam a ela, perdoando-a. Brandy se encontra com Willy na piscina, e ele oferece a ela seu trabalho se ela voltar no próximo verão, já que ele deixou de seguir o Grateful Dead.
No outono, Brandy e Cameron se encontram novamente na Universidade de Georgetown. Brandy pede desculpas a Cameron. Eles têm várias formas de sexo e Brandy finalmente atinge o orgasmo, a última coisa em sua lista, assim como o pai dela os flagra no ato sexual.[carece de fontes?]

## Elenco
- Aubrey Plaza como Brandy Klark
- Johnny Simmons[1] como Cameron Mitchell
- Bill Hader[1] como Willy Mclean
- Scott Porter como Rusty Waters
- Alia Shawkat[1] como Fiona Forster
- Sarah Steele como Wendy Summers
- Rachel Bilson[1] como Amber Klark
- Christopher Mintz-Plasse[1] como Duffy
- Andy Samberg[1] como Van King
- Connie Britton[1] como Jean Klark
- Clark Gregg como juiz George Klark
- Donald Glover como Derrick Murphy
- Adam Pally como Chip
- Jack McBrayer como gerente da piscina
- Nolan Gould como Max